# Собаче мило лікарське
{{#ifeq:0|0|{{#if:|{{#if:Saponariaofficinalis|[[]}}|}}}}

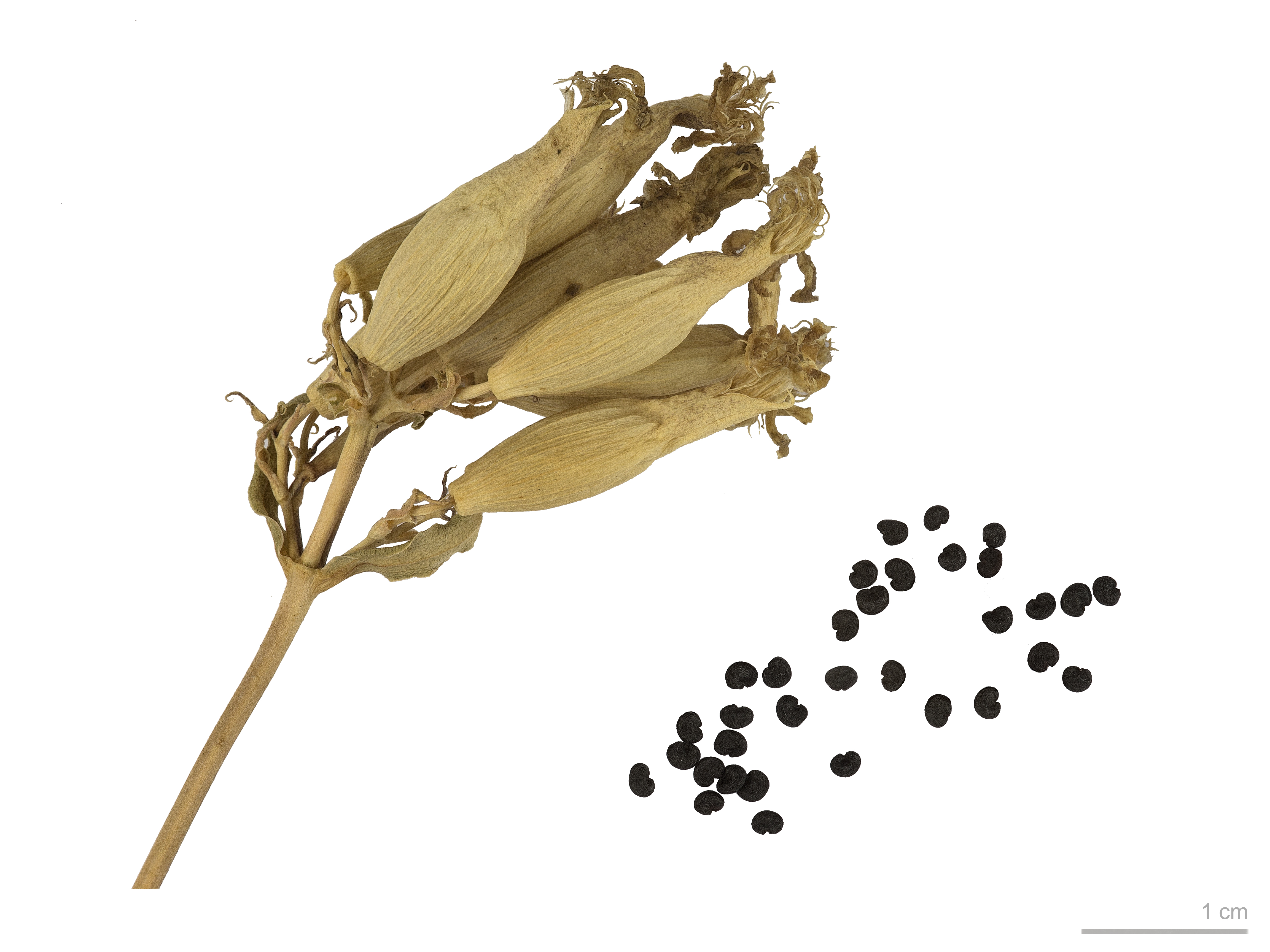
Saponaria officinalis — Тулузький музей

Соб́аче м́ило ліќарське, або мильня́нка ліќарська (Saponaria officinalis L) — трав'янистий багаторічник родини гвоздикових (Caryophyllaceae). Місцеві назви — дике мило, зірки білі, мило псяче, мильний корінь, стягач, сороканедужник.

## Ботанічна характеристика
Багаторічна трав'яниста рослина (30—60 см заввишки) з розгалуженим повзучим кореневищем.
Стебло пряме, вгорі трохи розгалужене, гладеньке або трохи шорстке.
Листки (5—10 см завдовжки, 2—4 см завширшки) супротивні, видовжені або еліптичні, цілокраї, по краю гострошорсткуваті, з трьома жилками, звужені при основі в короткий черешок.
Квітки великі, правильні, згруповані по 3—7 в кінцевих щіткоподібних суцвіттях на головному стеблі та гілках. Чашечка зрослолиста, циліндрична, часто червонувата, коротко запушена, з п'ятьма трикутними зубцями. Пелюсток п'ять. Вони білі або рожеві, з довгими лінійними нігтиками і цілісним або виїмчастим відгином. Тичинок десять, маточка одна, стовпчиків два, зав'язь верхня.
Плід — довгаста яйцеподібна коробочка з чотирма зубцями на верхівці. Насіння численне, ниркоподібне, дрібногорбочкувате.
Росте мильнянка серед чагарників, на галявинах, узліссях, у хвойних і мішаних лісах. Світлолюбна рослина. Цвіте у червні — жовтні.
Поширена мильнянка майже по всій Україні. Заготівля можлива у Волинській, Рівненській, Житомирській, Київській, Черкаській, Полтавській, Сумській, Харківській областях. Запаси сировини невеликі.

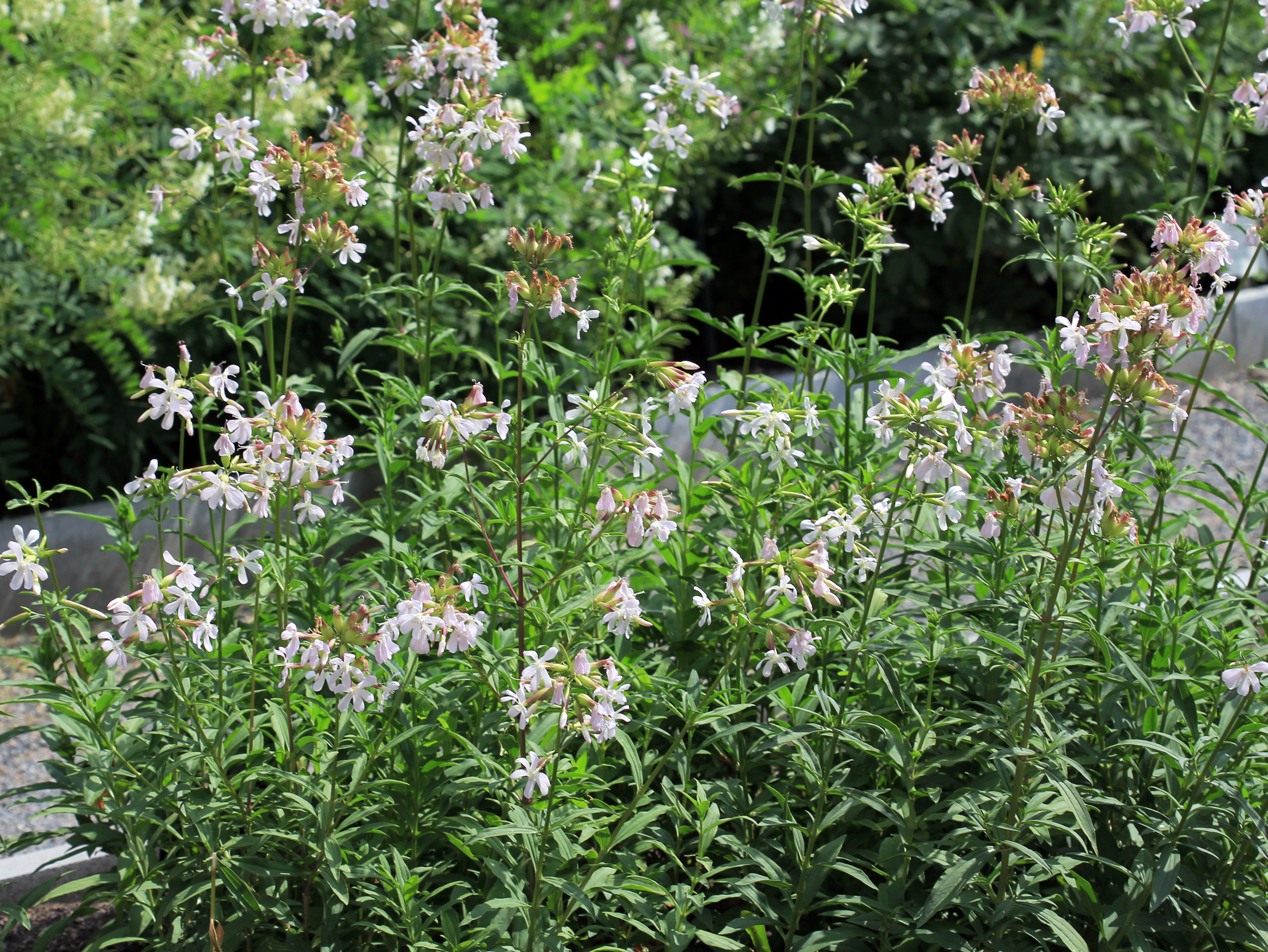
In Prague Botanical garden

## Практичне використання
Харчова, лікарська, фарбувальна, декоративна рослина.
У харчовій промисловості застосовуються корені з кореневищами рослини: в кондитерському виробництві для приготування халви і кремів (надають блиск, відбілюють і емульсують нерозчинні речовини), у хлібопекарській справі, при виробництві шипучих вин і пива. Завдяки наявності глюкозиду сапоніну корені використовують також, для виробництва сурогатів мила, яке застосовують для відбілювання і миття шовку, вовни і тканин, які не можна мити звичайними лужними милами.
У науковій медицині зрідка застосовують кореневища з коренями мильнянка — Hadix Saponariae rubra — як відхаркувальний засіб при захворюванні дихальних шляхів.
У народній медицині корені мильнянки застосовують як сечогінний, потогінний, проносний, відхаркувальний і поліпшуючий обмін речовин засіб, при хворобах печінки, нирок, селезінки, при золотусі. Зовнішньо корінь мильнянки застосовують при зубному болю, ангіні, нежиті, у вигляді мазі або примочок — при лишаях, екземах і фурункулах. У суміші з коренями бузини та іншими травами мильнянку використовують при лікуванні венеричних хвороб.
У гомеопатії використовують відвари висушених коренів, а у ветеринарії — при лікуванні хвороб кишковошлункового тракту і як глистогінний та блювотний засіб.
У фарбувальній промисловості корені мильнянки використовують для фарбування шовку і шерсті, у парфумерії — для виробництва шампунів.
Мильнянка лікарська — декоративна рослина, має махрові форми, рекомендується для змішаних суцільних насаджень на клумбах і для букетів.

## Збирання, переробка та зберігання
Заготовляють корені з кореневищами. Рано навесні або восени їх викопують лопатами, струшують землю, обрізують ножами надземні частини і миють у холодній воді. Сушать на відкритому повітрі, на горищах під залізним дахом, розкладаючи тонким шаром на папері чи тканині. Вихід сухої сировини 30—32 %. Сировину пакують у тюки вагою по 100 кг, зберігають у сухих, прохолодних приміщеннях.